# Liebenfels
Liebenfels é um município da Áustria localizado no distrito de Sankt Veit an der Glan, no estado de Caríntia.